# Буддизм в Калмыкии

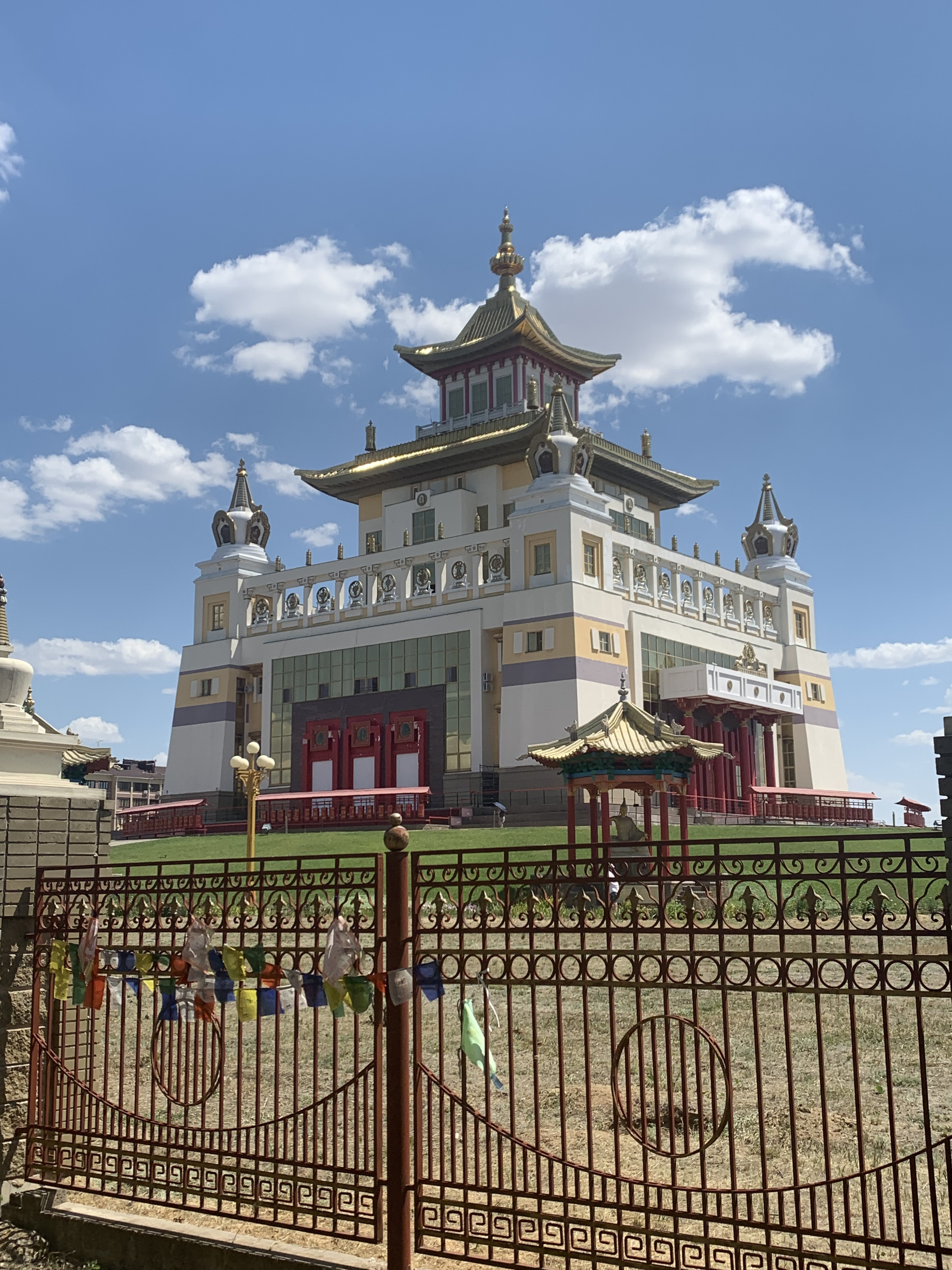
Золотая обитель Будды Шакьямуни (Бурхн Багшин алтн сүм) в городе Элиста (2004)

Калмыкия — это единственный регион в европейской части России (и вообще в Европе), основное население которого (калмыки) традиционно исповедует тибетскую форму буддизма. На настоящий момент калмыков в Калмыкии насчитывается 59 % от общего числа населения и в условиях широкого распространения русского языка именно буддизм является основным «этноконсолидирующим фактором» (т.е. каждый калмык по умолчанию считается буддистом). Однако в современных условиях только треть этнических калмыков практикует буддизм (31,4 %), однако две трети все же считают себя буддистами (65-69 %).

## История буддизма в Калмыкии

### Принятие буддизма калмыками
Буддизм тибетского толка распространялся среди предков калмыков — ойратов еще с XIII века.
Первые источники о массовом принятии ойратами буддизма, относят год принятия к 1615 году, когда съезд ойратских князей постановил принять буддизм и отправить на учëбу в Тибет большую группу молодежи. Исключительно важное значение и серьезные последствия имело принятие ойратскими феодалами буддизма-ламаизма как официальной религии. В основе этого события лежали военно-политические интересы ханов и князей, на опыте восточномонгольских феодалов, убедившихся в первостепенном значении союза с ламаистской церковью Тибета, для которой приобретение новых адептов в свою очередь сулило огромные преимущества.
В это время на территории современной Калмыкии (Нижнее Поволжье) кочевали мусульмане-ногайцы. Включения Западной Сибири в состав России, часть ойратов (именуемая отныне калмыками) приняла в 1609 году российское подданство и заняла территории бывшего Сибирского ханства. В 1633 году калмыцкий тайши Хо-Урлюк разгромил ногайцев в Нижнем Поволжье и фактически положил начало формированию региона Калмыкия. При этом он не порывал связей с Джунгарией, ни с Тибетом. Большую роль в поддержании этих связей сыграл ойратский монах Зая-Пандита (1599—1662), ставший приближённым Далай-ламы V. В 1648 году он реформировал ойратскую письменность и создал «ясное письмо» (Тодо бичиг). Распространяя буддизм среди западномонгольских соотечественников, он дважды, в 1645 и в 1655 годах, побывал с проповедями и посвящениями в приволжских степях.
При правителе Аюке, эти связи, несмотря на огромные расстояния, разделявшие калмыцкие степи и Тибет не только не прекратились, но и упрочились. В Калмыкии начали строиться буддийские монастыри (хурулы), названия которым давал лично Далай-лама. От имени последнего в 1690 году Аюке был послан ханский титул.

### После 1771 года

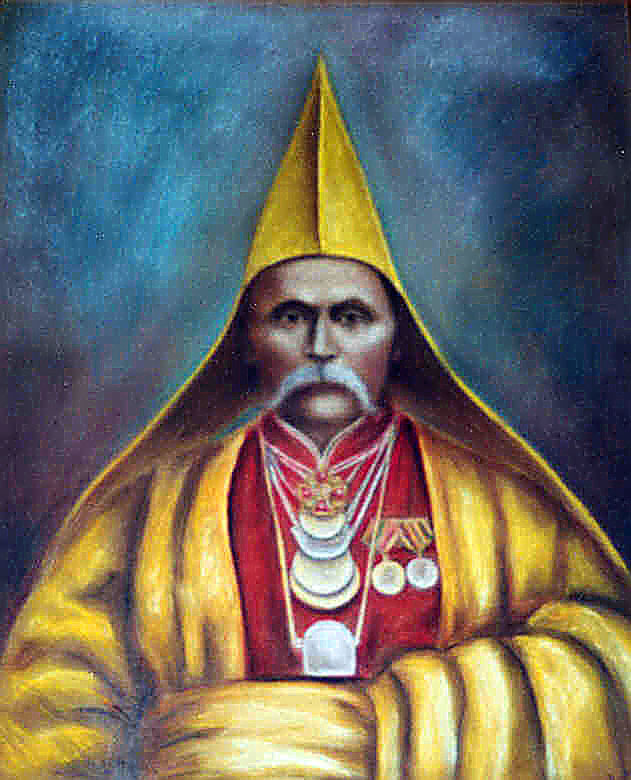
Лама донских калмыков Менько Борманжинов (1855—1919)

В 1771 году после Торгутского побега Калмыцкое ханство было упразднено, а его территория была включена в состав Астраханской губернии. Военные традиции оставшихся калмыков были сохранены в Калмыцкой коннице, которая принимала участие в том числе и в Отечественной войне 1812 года.
В 1800 году император Павел I не только признал официальный статус калмыцких лам (в то время им был Собинг-бакша), но и назначил им денежное довольство.
В 1814 году стараниями ветерана Отечественной войны 1812 года Серебджаба Тюменя был основан Хошеутовский хурул, где хранилось желтое знамя с изображением бога Дайчин Тенгри. В 1834 году император Николай I учредил «Ламайское духовное управление», для координации взаимодействия с калмыцкими буддистами. 15 июня 1836 года Джамбо-багши был утвержден Николаем I ламой калмыцкого народа. По состоянию на 1836 год в Калмыцкой степи насчитывалось 1667 чел. духовенства, 30 больших и 46 малых хурулов. В 1872 году количество стационарных хурулов возросло до 157.
В 1903 году появился Чёёря-хурул. Известным калмыцким ламой этого времени был Менько Борманжинов. После смерти на его могиле был возведен субурган

## Современное состояние буддизма в Калмыкии
После событий второй четверти XX века (гонения на религию в СССР, депортация калмыков) буддизму пришлось пройти длительный путь реставрации. В 1988 году было основано Объединение буддистов Калмыкии. Первые монахи были приглашены в 1989 году для службы в молельном доме Элисты из Бурятии и Тувы. В 1990-е годы разрушенные храмы восстанавливались и учреждались заново; на место ушедших лам были приглашены представители бурятского и зарубежного духовенства. К началу 2000-х годов 27 из 58 официально зарегистрированных на территории Калмыкии религиозных общин принадлежало буддистам.
Глава крупнейшей централизованной буддийской организации республики «Объединение буддистов Калмыкии» носит традиционный титул Шаджин-лама. С 1992 по 2023 год этот пост занимал Тэло Тулку Ринпоче (Дилова-хутухта) XII (Эрдни-Басан Омбадыков); в настоящее время Шаджин-ламой является геше Мутул Овьянов.

## Калмыцкие хурулы

Храм Великой Победы (Большой Царын). Начало XXI века

Хурул одновременно является и монастырем и храмом. Первоначально (XVII-XVIII вв.) хурулы представляли собой кибитки, крытые белым войлоком. Во главе его стоит бакша (настоятель), который имеет соответствующее образование и посвящение. Выше бакши стоит лама, который либо выбирается на совете бакшей, либо назначается тибетским Далай-ламой. Ниже бакши - послушник-монах (манджик). Каждый хурул представляет собой комплекс, в котором может находиться главный храм (сюме) с молитвенным залом (дуган). В нем всегда присутствует золоченая статуя Будды (Бурхан).
Помимо статуи Будды хуралы украшались буддийскими иконами тханка, на которых изображались почитаемые среди калмыков: бурхан Майдари, Дэрк (Зеленая Тара: Нокан Дэрк), Чакшиб, Зонкава, Очирвани, Абида (Абидва), Баньчень-эрдени, Манза Шири и Аюши.
При входе в храм на открытом воздухе располагается кюрдэ с текстами мантр на тибетском языке, которому придается сакральное значение. Также при входе часто присутствуют скульптурные изображения белых львов, которые рассматриваются как локапалы. На крышах храма изображены символы Колеса Учения, по обе стороны которого возлегают лани.
Также на территории хурула могут располагаться жилые, учебные и хозяйственные постройки, а также субурган (реликварий). Иногда в хурулах может присутствовать молитвенный флаг (Хиймори), который содержит красные, белые и желтые ленты.
Элиста
- Золотая обитель Будды Шакьямуни
- Сякюсн-Сюме (Аршан)
- Хурул в исправительной колонии

Городовиковский район
- Тантрический монастырь Владыки Зонкавы (Городовиковск)

Ики-Бурульский район
- Бага-Бурульский хурул
- Хомутниковский хурул
- Оргакинский хурул
- Ики-Бурульский хурул

Кетченеровский район
- Алцын-Хутинский хурул
- Годжурский хурул
- Сера Тосам Линг (Сарпа)
- Шин-Мерский хурул

Лаганский район
- Уланхольский хурул
- Лаганский хурул
- Галсан хурул (Джалыково)

Малодербетовский район
- Малодербетовский хурул

Октябрьский район
- Храм Великой Победы (Большой Царын)
- Таши Гоманг (Цаган-Нур)

Приютненский район
- Ульдючиновский хурул

Сарпинский район
- Аршань-Зельменьский Ики-Хурул

Целинный район
- Богдохиновский хурул (Хар-Булук)
- Троицкий хурул
- Найнтакиновский хурул
- Чёёря-хурул (Ики-Чонос)
- Бага-Чоносовский хурул

Черноземельский район
- Цекертинский хурул (Буровой)
- Комсомольский хурул
- Артезианский хурул
- Адыковский хурул

Юстинский район
- Цаган-Аманский хурул
- Харбинский хурул

Яшкульский район
- Яшкульский хурул

## Особенности

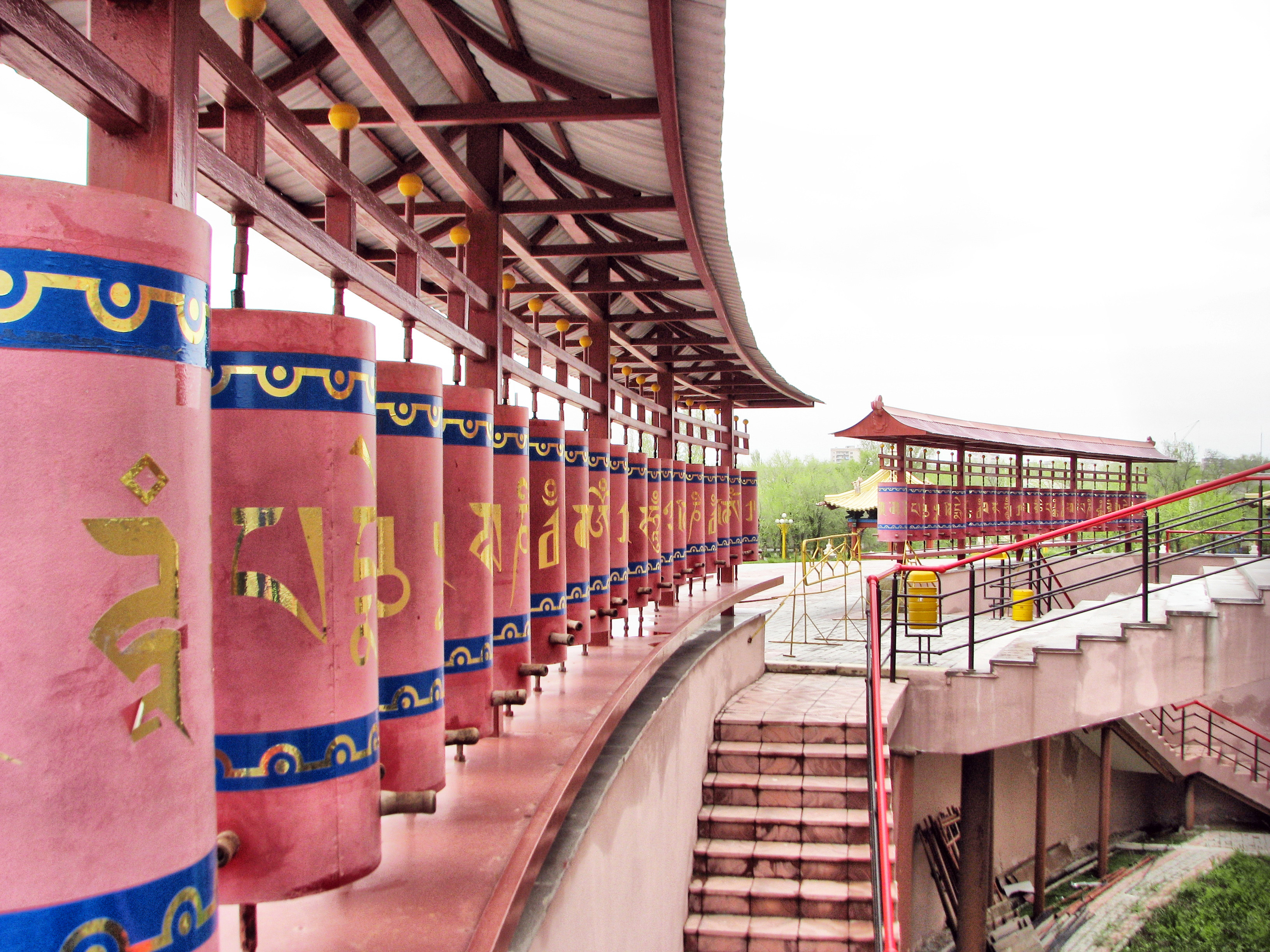
Кюрдэ в Золотой обители Будды Шакьямуни (Элиста)

Если классический буддизм ассоциируется с отшельничеством, медитациями и ненасилием, то калмыцкий кочевой скотоводческий быт и древние монгольские воинские традиции внесли свои коррективы. Калмыцкий буддийский монастырь (хурул) не противопоставлял себя социуму, а был вписан в него. Историки (И. Я. Златкин, Э. П. Бакаева, Б. У. Китинов) отмечают тесную связь духовенства с родовыми общинами. Калмыцкий буддизм был ориентирован на военную аристократию, а буддийские служители (лама, бакша) нередко выполняли посольские функции.
Скотоводческий быт делал невозможным соблюдение принципа ненасилия по отношению к живым существам, поэтому на передний план выходили очистительные тантрические практики (огненная пуджа, кюрдэ), которые осуществляли буддийские священнослужители во время праздничных мероприятий. Будда почитался как Бурхан, статуи которого помещались в специальных местах: хурулах. В калмыцком буддизме присутствовала идея реинкарнации, например калмыцкий Делек-лама (XVIII век) считал себя хубилганом («перерожденцем») Зая-Пандиты.
Калмыцкий буддизм традиционно развивался под сильным влиянием тибетского буддизма (школы гелуг), отличительной чертой которой были красные одежды (оркимджи) и желтые шапки (шасэр). Авторитет тибетского Далай-ламы был неоспорим. Престижным для служителей культа считалось обучение в монастыре Дрепунг.
Западное влияние в калмыцком буддизме проявлено в том, что в результате возрождения традиций в Калмыкии получила распространение не только "желтошапочная" школа гелуг, но и «красношапочная» Кагью, импульс которой сообщил датский проповедник Оле Нидал.

## Праздники и культовая практика

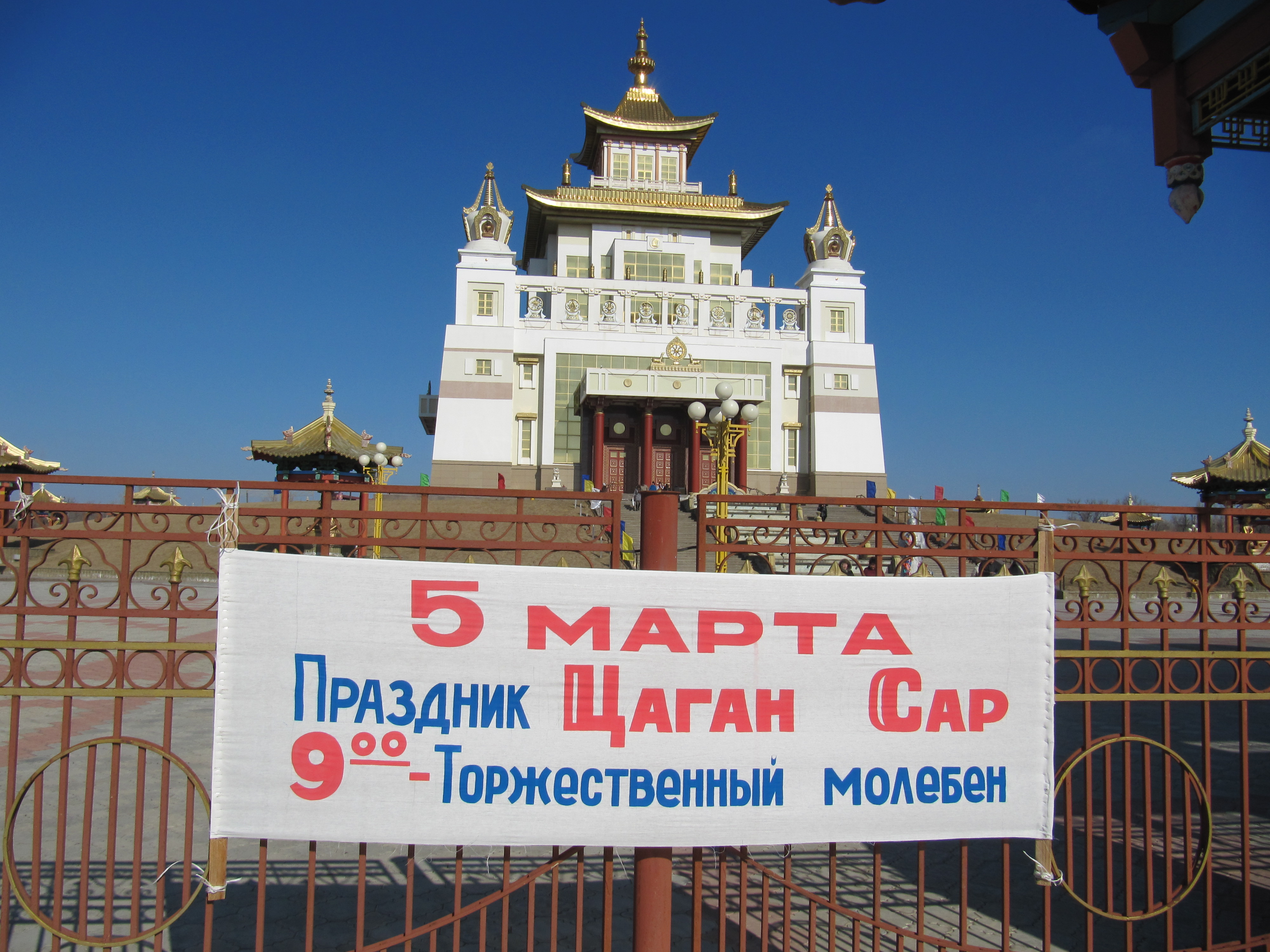
Объявление о праздновании Цаган Сар в Калмыкии

Калмыцкий новый год Цаган Сар изначально имел китайское происхождение.
Калмыцкие буддисты отмечают День Рождения Будды Шакьямуни. Это переходящая дата в соответствии с буддийским календарем. В 2022 году она выпадала на 14 июня, а в 2023 году на 5 июня. Одновременно с ним празднуется просветление будды и уход в паранирвану. Во время празднования буддисты-миряне могут давать однодневные обеты (цер) отказа от неблаговидных поступков (убийство, воровство, прелюбодеяние и пр.) для накопления благой кармы. В этот день вывешивается тханка Будды и читаются мантры.
Другим важным праздником является Зул (25-е число десятого месяца по лунному календарю: в 2022 году это было 20 декабря), связанный с уходом из мира Второго Будды и основателя школу гелуг Ламы Цонкапы (Зонкавы). По традиции в этот день зажигают ритуальные лампадки, пекут борцоки, варят джомбу - калмыцкий чай.
Также в калмыцком буддизме существуют ежегодные коллективные тантрические ритуалы по привлечению удачи:  Янгдруб, Джинсег (подношение Огненной пуджи) и Танграк Кангсо.
В 2008 году 32 монаха тибетской традиции из Индии провели в Калмыкии мистерию цам, во время которой исполняли ритуальные танцы в устрашающих масках, изображающих дхармапал.